# SV Argon
SV Argon is een Nederlandse omnisportvereniging uit Mijdrecht. De club heeft afdelingen voor basketbal, veld- en zaalvoetbal.
Het veldvoetbal heeft vanaf het seizoen 2013/14 enkel een zaterdagafdeling. Het standaardelftal komt in het seizoen 2022/23 uit in de Eerste klasse zaterdag van het KNVB-district West-I.
De club, die op het gebied van de jeugdopleiding een samenwerkingsverband heeft met eredivisionist FC Utrecht, speelt op het Gemeentelijk Sportterrein aan de Hoofdweg. Het hoofdveld heeft een capaciteit van ongeveer 3.500 toeschouwers.
De grootste successen werden door de zondagtak behaald. In 2007 werd Argon kampioen van de zondag Hoofdklasse A én na twee wedstrijden tegen IJsselmeervogels algeheel kampioen van de Nederlandse amateurs.

## Geschiedenis
SV Argon is op 13 juni 1971 ontstaan uit een fusie tussen drie verenigingen:
- sv Midreth (zaterdagvoetbal)
- vv Mijdrecht (zaterdag- en zondagvoetbal)
- rksv Stormvogels (zondagvoetbal)
De clubs waren actief in de tweede klasse van de afdeling Utrecht.

## Veldvoetbal
De grootste afdeling binnen de sportvereniging Argon betreft het veldvoetbal, dat bij Argon op beide dagen van het weekeinde wordt gespeeld. Het eerste zondag elftal heeft een tiental jaren in de Hoofdklasse A gespeeld en daarin driemaal de titel behaald. In het najaar van 2010 debuteerde eerste zondagelftal in de Topklasse. In het seizoen 2011/12 degradeerde Argon weer naar de Hoofdklasse. Daarnaast speelde het tweede team jaren in de reserve Hoofdklasse en haalde het diverse titels binnen. Aan het einde van het seizoen 2012/2013 is er bij Argon een einde gekomen aan het prestatiegerichte voetbal op zondag, als laatste wapenfeit werd de landelijke beker bij de amateurs behaald door in de finale De Treffers na verlenging te verslaan.
Ook op zaterdag wordt al jarenlang prestatief gespeeld: het eerste team speelde 2014/15 in de Tweede klasse en het tweede team debuteerde dat seizoen in de reserve Hoofdklasse, waar een vierde plek werd ingenomen. Het eerste elftal promoveerde via de nacompetitie naar de Eerste klasse nadat in een beslissingswedstrijd de titel werd verspeeld aan naaste buur CSW uit Wilnis.
In 2016 promoveerden de blauw-witten naar de Hoofdklasse, maar degradeerde na twee seizoenen.

## Zaalsporten
Binnen de sportvereniging Argon is er naast het veldvoetbal ook de mogelijkheid om aan zaalsporten deel te nemen, te weten basketball en zaalvoetbal. De afdeling zaalvoetbal speelt de thuiswedstrijden in sporthal De Phoenix (gelegen in het gemeentelijk sportterrein aan de Hoofdweg), terwijl het basketballen plaatsvindt in sporthal De Phoenix en in sporthal De Eendracht in de wijk Hofland-Zuid.

## Erelijst
Algemeen landskampioenschap amateurs
Kampioen in 2007
Algemeen zondagkampioenschap
Kampioen in 2005, 2007
Zondag Hoofdklasse A
Kampioen in 1999, 2005, 2007
KNVB beker voor amateurs
Winnaar in 1995 *, 2013
Districtsbeker West I
Winnaar in 1995, 2013
Super Cup amateurs
Winnaar in 1995, 2007
* toenmalig Amstel Cup genaamd

## Competitieresultaten 1996–heden (zaterdag)
| 11 4D |

| 10 4D |

|  |

|  |

| 6 4D |

| 10 4D |

| 3 4G |

| 9 3D |

| 1 3B |

| 4 2B |

| 1 2B |

| 12 1A |

| 7 2A |

| 11 2B |

| 3 3C |

| 4 3C |

| 1 3B |

| 5 2B |

| 4 2B |

| 2 2B |

| 1 1B |

| 10 A |

| 16 A |

| 6 1A |

| 9* 1A |

| 6* 1A |

| 9 1A |

| 9 1A |

| 13 1B |

| — 2B |

- = Dit seizoen werd stopgezet vanwege de uitbraak van het coronavirus. Er werd voor dit seizoen geen officiële eindstand vastgesteld.

| Tweede divisie | Derde divisie | Vierde divisie | Eerste klasse |
| Tweede klasse  | Derde klasse  | Vierde klasse  | Vijfde klasse |

## Argon in de KNVB Beker
Dit schema laat de resultaten zien van Argon tegen profclubs in de KNVB Beker.
| Seizoen | Ronde    | Wedstrijd                               | Uitslag |
| ------- | -------- | --------------------------------------- | ------- |
| 1995/96 | Groep 12 | Argon - NEC Nijmegen                    | 0-0     |
| 1995/96 | Groep 12 | Argon - FC Den Bosch                    | 1-2     |
| 1999/00 | Groep 8  | FC Utrecht - Argon                      | 3-0     |
| 2001/02 | Groep 5  | Aegon - SBV Excelsior                   | 1-0     |
| 2001/02 | 2e ronde | Stormvogels Telstar - Argon             | 4-1     |
| 2002/03 | Groep 3  | align=left\|Stormvogels Telstar - Argon | 3-1     |
| 2002/03 | 2e ronde | De Graafschap - Argon                   | 2-0     |
| 2004/05 | 2e ronde | Argon - FC Volendam                     | 3-4     |
| 2005/06 | 1e ronde | Argon - HFC Haarlem                     | 0-1     |
| 2006/07 | 2e ronde | Argon - Vitesse                         | 1-3     |
| 2007/08 | 2e ronde | Argon - sc Heerenveen                   | 0-3     |
| 2011/12 | 2e ronde | Argon - Almere City FC                  | 0-2     |

## Competitieresultaten 1974–2013 (zondag)
| 4 4G |

| 7 4E |

| 6 4F |

| 8 4F |

| 8 4F |

| 6 4F |

| 9 4F |

| 4 4F |

| 2 4F |

| 1 4G |

| 4 3D |

| 3 3D |

| 7 3D |

| 6 3C |

| 9 3C |

| 8 3C |

| 4 3C |

| 4 2B |

| 5 2B |

| 1 2B |

| 6 1A |

| 3 1B |

| 3 1A |

| 1 1A |

| 6 A |

| 1 A |

| 7 A |

| 3 A |

| 5 A |

| 4 A |

| 5 A |

| 1 A |

| 2 A |

| 1 A |

| 2 A |

| 4 A |

| 2 A |

| 3 |

| 15 |

| 13 A |

| Topklasse     | Hoofdklasse  | Eerste klasse |
| Tweede klasse | Derde klasse | Vierde klasse |

In elke staaf van de grafiek staat van boven naar beneden vermeld: 
- Eindnotering

Dit is de positie die de club heeft bereikt in de competitie, zonder eventuele beslissings-, play-off- of nacompetitiewedstrijden die nodig zijn geweest om bijvoorbeeld de kampioen van de competitie te bepalen.
Indien een * achter het getal staat is de notering een tussenstand en kan het zijn dat de notering niet overeenkomt met de uiteindelijke eindstand van de competitie.
Staat er een - dan is het seizoen nog bezig en is er geen definitieve uitslag bekend.
Staat er xx op de positie van de notering, dan heeft de club vroegtijdig de competitie verlaten. Dit kan onder andere komen door terugtrekking van het team, faillissement van de club of door een uitgedeelde straf van de KNVB. In veel gevallen staat elders in het artikel de reden vermeld.
Staat er een ? dan is het resultaat uit het verleden onbekend, en is alleen de competitie of het niveau bekend van dat seizoen.
In de seizoenen 2019/20 en 2020/21 werd wegens de coronacrisis het amateurvoetbal afgebroken. Daardoor kennen deze staven geen eindklassering (middels -- weergegeven).
- Competitieniveau en afdelingsletter of Officiële eindstand Eredivisie
  - Competitieniveau en afdelingsletter

Hierbij geeft het getal het niveau weer, dat ook terug te vinden is in de legenda. De letter is de afdelingsaanduiding en wordt gebruikt wanneer er meer afdelingen zijn op hetzelfde niveau. De afdelingsletter is altijd een hoofdletter en wordt meestal zonder nummer gebruikt.
Voorbeeld: 2F is niveau 2e klasse competitie F.
Het competitieniveau en nummer wordt niet vermeld wanneer er slechts één competitie van dit niveau was.
  - Officiële eindstand Eredivisie (getal staat tussen haakjes vermeld)

Sinds de introductie van play-offwedstrijden voor Europees voetbal na afloop van de reguliere competitie in 2005/06, is de KNVB verplicht een eindstand van de Eredivisie door te geven aan de UEFA aan de hand van deze play-offwedstrijden.
Bij deze eindstand staan clubs die zich hebben gekwalificeerd voor Europees voetbal hoger dan clubs die zich niet wisten te kwalificeren. Indien er geen verschil was tussen de eindnotering en de officiële eindstand, staat dit getal niet vermeld.

- Onderafdeling

Hier staat afgekort de naam van de onderafdeling indien de club in dat jaar in een onderafdeling uitkwam. Tevens staat deze afkorting in de legenda en wordt gelinkt naar het artikel over deze onderafdeling. Deze afkorting wordt alleen vermeld wanneer de club in het verleden in verschillende onderafdelingen heeft gespeeld. Deze vermelding is in de staaf altijd in kleine letters. Deze onderafdelingen zijn na het seizoen 1995/96 afgeschaft. Heeft de club in slechts één onderafdeling gespeeld, dan is dit alleen terug te vinden in de legenda.
Onder de staaf staat het jaartal vermeld waarin het seizoen is afgesloten. 15 verwijst naar het seizoen 2014/15 of eventueel het seizoen 1914/15.
Wanneer een staaf leeg is, zijn deze gegevens niet bekend. Het kan ook zijn dat de club dat seizoen niet heeft meegespeeld op het hogere amateurniveau, vroegtijdig de competitie heeft verlaten of uit de competitie is gezet.

In het seizoen 1944/45 was er wegens de Tweede Wereldoorlog geen regulier competitievoetbal.

## Supporters
De naam van de supportersvereniging is "De Lijnkijkers". Deze werd op 16 februari 1983 opgericht. Sinds 2015 kent SV Argon ook een groep jongere supporters, de naam hiervan is Argon Fanatics. Zij zijn verantwoordelijk voor grote sfeeracties bij belangrijke wedstrijden.

## Bekende (oud-) spelers en/of trainers
Argon-keeper Martijn Middelbeek kreeg in 2004 de Gouden Zwatelaar uitgereikt van Jack Spijkerman; presentator van VARA-programma Kopspijkers.
| - Gerard Aafjes - Brahim Aoulad-Lfadil - Masies Artien - Irfan Bachdim - Shane Arana Barrantes - Giorgio Berkleef - Brayton Biekman - Koen Blommestijn - Ton du Chatinier - Patrick van Diemen - Marcel Keizer - Wilco Krimp - Mark van der Maarel - Diangi Matusiwa - Sep Rehbach | - Dylan Mertens - Abdel Metalsi - Glynor Plet - René Ponk - Lesley de Sa - Lars Veldwijk - Jan Zoutman |

## Jeugd
De jeugdopleiding van Argon is opgezet in de jaren 80. De A-Junioren spelen in de landelijke tweede divisie na 12 seizoenen in de eerste divisie te hebben gespeeld. In de seizoenen 2008/2009, 2009/2010 en 2010/2011 speelden ze in de nacompetitie voor promotie naar de eredivisie. Ook de B-junioren en C-junioren spelen in de tweede divisie van de Landelijke Jeugdcompetities. In 2008 is Argon genomineerd voor de Rinus Michels award voor de beste Jeugdopleiding bij Amateurverenigingen. Men heeft hierbij de aanmoedigingsprijs gewonnen.
FC Abcoude · SV Argon · CSW · SV Hertha · HSV '69